# Índice Chao1
El índice Chao1 es el nombre que recibe una colección de estimadores derivados por Anne Chao y colaboradores. Cada uno de los estimadores produce una cota inferior del número de especies que hay en un entorno de interés bajo la hipótesis de que las especies raras dan la mayor información sobre aquellas que no se observaron. Chao1 es usado por lo regular para muestras pequeñas y es particularmente útil en datos sesgados a especies de baja abundancia.

## Generalidades
A lo largo de las décadas, los ecólogos de comunidades se han interesado en conocer y entender la biodiversidad presente; el cómo se genera, se mantiene y se distribuye en el tiempo y en el espacio. La riqueza de especies, definida como el número total de especies de un taxón dado presente en un área determinada, es un componente clave para las estimaciones de diversidad. Sin embargo, algunos problemas asociados se presentan al momento de la identificación taxonómica o durante el muestreo ya que es complicado muestrear todas las especies del ensamble debido quizá a la baja disponibilidad de tiempo o de recursos así como a una baja equitatividad o alta dominancia de ciertas especies. Una posible solución ante estas situaciones es hacer estimaciones de la riqueza de especies empleando tanto métodos paramétricos basados en curvas de acumulación de especies como métodos no paramétricos. Estos últimos incluyen estimadores como el índice de Chao, el ACE (Abundance-based Coverage Estimator) y el ICE (Incidence-based Coverage Estimator) y tienen la ventaja de no requerir de supuestos sobre la distribución de las abundancias de las especies dentro de las comunidades.
Centrándonos exclusivamente en el índice de Chao, Colwell y Coddington propusieron dos variantes de éste: Chao1 para el estimador basado en abundancias y Chao2 para el estimador basado en incidencia.

## Aspecto matemático
El índice Chao1 fue originalmente propuesto en 1984 por Anne Chao para estimar el número de clases en una población considerando datos de abundancia. Para su construcción se considera un experimento, similar al método captura-recaptura, en el que en un entorno con {\textstyle S} especies distintas se capturan {\textstyle N} individuos y se registran sus especies. Denotamos por {\textstyle f_{i}} al número de especies que fueron observadas {\textstyle i} veces. El índice Chao1 original está dado por la expresión 
| {\displaystyle {\hat {S}}_{\mathrm {Chao1} }=S_{\mathrm {obs} }+{\frac {f_{1}^{2}}{2f_{2}}},} | \| \| \| \| \| \| \| \| | (1) |
|                                                                                               |                         |     |
|                                                                                               |                         |     |

donde {\textstyle S_{\mathrm {obs} }} es el número de especies que se observaron, mientras que {\textstyle f_{1}} y {\textstyle f_{2}} representan el número de especies que únicamente se observaron una o dos veces (singletons y doubletons respectivamente). Esta misma fórmula se usa para el cálculo de Chao2, pero considerando datos de incidencia.
Debido a que la derivación de este índice se hace de manera no paramétrica, no es posible construir intervalos de confianza de manera analítica, pero es posible usar un método bootstrap para construir intervalos aproximados.
Posteriormente, en 1987, Anne Chao obtuvo la misma fórmula (1) pero considerando un modelo paramétrico, lo cual permite construir intervalos de confianza del nivel {\textstyle 100\alpha } % usando el método Delta. El intervalo en cuestión es: 
| {\displaystyle \left[S_{\mathrm {obs} }+{\frac {{\hat {S}}_{\mathrm {Chao1} }-S_{\mathrm {obs} }}{C_{\alpha }}},S_{\mathrm {obs} }+({\hat {S}}_{\mathrm {Chao1} }-S_{\mathrm {obs} })C_{\alpha }\right],} | \| \| \| \| \| \| \| \| | (2) |
| |                         |     |
| |                         |     |

 donde 
| {\displaystyle C_{\alpha }=\exp \left\{z_{(1+\alpha )/2}{\sqrt {\log \left(1+{\frac {{\hat {\sigma }}^{2}}{({\hat {S}}_{\mathrm {Chao1} }-S_{\mathrm {obs} })^{2}}}\right)}}\right\},} | \| \| \| \| \| \| \| \| | (3) |
| |                         |     |
| |                         |     |

| {\displaystyle {\hat {\sigma }}^{2}=f_{2}\left[{\frac {1}{4}}\left({\frac {f_{1}}{f_{2}}}\right)^{4}+\left({\frac {f_{1}}{f_{2}}}\right)^{3}+{\frac {1}{2}}\left({\frac {f_{1}}{f_{2}}}\right)^{2}\right],} | \| \| \| \| \| \| \| \| | (4) |
| |                         |     |
| |                         |     |

 y {\textstyle z_{p}} es tal que {\textstyle 1-\Phi (z_{p})=p}, con {\textstyle \Phi } la función de distribución acumulada de la distribución normal estándar.
Otra fórmula que suele usarse para definir al índice Chao1 se encuentra dada por 
{\displaystyle {\hat {S}}_{\mathrm {Chao1} }=S_{\mathrm {obs} }+{\frac {N-1}{N}}\,{\frac {f_{1}^{2}}{2f_{2}}},}
donde a diferencia de la expresión (1), en esta aparece el término {\textstyle (N-1)/N}, el cual surge como una corrección cuando {\textstyle N} es pequeña. En este caso también se puede construir un intervalo de confianza, similar al de la expresión (2), reemplazando {\textstyle {\hat {\sigma }}^{2}}, dada en (4), por 
{\displaystyle f_{2}\left[{\frac {1}{4}}\left({\frac {N-1}{N}}\right)^{2}\left({\frac {f_{1}}{f_{2}}}\right)^{4}+\left({\frac {N-1}{N}}\right)^{2}\left({\frac {f_{1}}{f_{2}}}\right)^{3}+{\frac {1}{2}}\left({\frac {N-1}{N}}\right)\left({\frac {f_{1}}{f_{2}}}\right)^{2}\right].}
Los estimadores presentados anteriormente únicamente están definidos cuando {\textstyle f_{2}>0}. Para solventar este problema, Chao y colaboradores proponen un estimador corregido por sesgo que puede calcularse incluso cuando {\textstyle f_{2}=0}. Este está dado por 
| {\displaystyle {\hat {S}}_{\mathrm {Chao1} }^{*}=S_{\mathrm {obs} }+{\frac {f_{1}(f_{1}-1)}{2(f_{2}+1)}}.} | \| \| \| \| \| \| \| \| | (5) |
| |                         |     |
| |                         |     |

 Bajo este esquema también es posible construir intervalos de confianza, reemplazando {\textstyle {\hat {\sigma }}^{2}} por 
{\displaystyle {\frac {f_{1}(f_{1}-1)}{2(f_{2}+1)}}+{\frac {f_{1}(2f_{1}-1)^{2}}{4(f_{2}+1)^{2}}}+{\frac {f_{1}^{2}f_{2}(f_{1}-1)^{2}}{4(f_{2}+1)^{4}}}} si {\textstyle f_{2}>0}
y 
{\displaystyle {\frac {1}{4}}f_{1}(2f_{1}-1)^{2}+{\frac {1}{2}}f_{1}(f_{1}-1)-{\frac {1}{4}}\,{\frac {f_{1}^{4}}{{\hat {S}}_{\mathrm {Chao1} }^{*}}}}
si {\textstyle f_{2}=0}. Existe una versión del índice que considera el término {\textstyle (N-1)/N}. Sin embargo, los autores comentan que para datos de abundancia es posible omitir este término de corrección ya que {\textstyle N} es bastante grande en las aplicaciones.
En 2014, Chao y colaboradores obtuvieron un índice de Chao1 mejorado, en el sentido de que genera una cota inferior mejorada para estimar la riqueza. Este índice, {\textstyle {\hat {S}}_{\mathrm {iChao1} }}, está dado por 
{\displaystyle {\hat {S}}_{\mathrm {iChao1} }={\hat {S}}_{}+{\frac {f_{3}}{4f_{4}}}\times \max \left(f_{1}-{\frac {f_{2}f_{3}}{2f_{4}}},0\right).}
Cuando {\textstyle f_{4}=0} los autores sugieren reemplazar {\textstyle f_{4}} con {\textstyle f_{4}+1}. Nótese que en este caso ya no solamente se usan las frecuencias de las especies observadas una o dos veces, sino que también se consideran las frecuencias de aquellas registradas tres o cuatro veces.
Por la misma naturaleza de los estimadores, la de proveer una cota inferior del número de especies presente, suelen usarse como índices de la riqueza de un entorno de interés. Por ejemplo, la librería vegan de R usa la expresión (5) para calcular el índice Chao1.

## Ejemplo 1
Supongamos que para un estudio se muestrearon ranas arborícolas presentes tanto en un bosque secundario (BS) como en un bosque maduro (BM). Los datos obtenidos en campo fueron los siguientes:
|         | Número de individuos (frecuencia observada) |    |
| Especie | BS                                          | BM |
| A       | 0                                           | 4  |
| B       | 0                                           | 1  |
| C       | 4                                           | 3  |
| D       | 2                                           | 1  |
| E       | 4                                           | 4  |
| F       | 3                                           | 4  |
| G       | 1                                           | 3  |
| H       | 0                                           | 5  |
| I       | 1                                           | 2  |
| J       | 0                                           | 1  |
| K       | 3                                           | 2  |
| L       | 1                                           | 1  |
| M       | 1                                           | 4  |
| N       | 1                                           | 1  |
| O       | 5                                           | 1  |
| P       | 2                                           | 4  |
| Q       | 0                                           | 4  |
| R       | 2                                           | 3  |
| S       | 1                                           | 1  |
| T       | 3                                           | 2  |
| U       | 0                                           | 3  |
| V       | 4                                           | 5  |
| W       | 3                                           | 1  |

De acuerdo a la tabla anterior, se observaron 17 especies distintas en el sitio BS y 23 en el BM, representando esto a {\textstyle S_{\mathrm {obs} }}. El número de singletons, o número de especies registradas una sola vez, fue de 6 para el BS y de 8 para el BM. Por otro lado, el número de doubletons, o número de especies vistas únicamente dos veces, fue de 3 para ambos sitios.
| Sitio | Riqueza observada ({\textstyle S_{\mathrm {obs} }}) | Singletons ({\textstyle f_{1}}) | Doubletons ({\textstyle f_{2}}) |
| ----- | --------------------------------------------------- | ------------------------------- | ------------------------------- |
| BS    | 17                                                  | 6                               | 3                               |
| BM    | 23                                                  | 8                               | 3                               |

Con los datos de la tabla anterior y usando el índice Chao1 original, dado por la expresión (1), se estima que la riqueza de especies en el sitio BS es {\textstyle {\hat {S}}_{\mathrm {Chao1} }^{\mathrm {BS} }=17+6^{2}/(2\times 3)=23} mientras que la riqueza de especies en el sitio BM es {\textstyle {\hat {S}}_{\mathrm {Chao1} }^{\mathrm {BM} }=23+8^{2}/(2*3)=33.7}. Usando las fórmulas descritas en (2), (3) y (4), se calcularon los intervalos de confianza del 95 %. Los estimadores obtenidos, así como los intervalos se muestran en la siguiente figura:

Riqueza estimada de especies mediante el índice Chao1 con intervalos de confianza del 95 %.

## Ejemplo 2
Tradicionalmente, el índice Chao1 se ha empleado sobre todo para estimaciones de riqueza de especies de organismos macroscópicos (como se ilustra en el ejemplo 1). Sin embargo, este índice sigue siendo ampliamente usado en líneas de investigación desarrolladas de forma más reciente, como es el caso para datos del microbioma.
Un ejemplo práctico de su aplicación para este tipo de datos se puede encontrar en el trabajo desarrollado en 2022 por Rahmeh y colaboradores, donde se buscaba comparar la riqueza y abundancia de los taxa que componían el microbioma de leche de camellos en distintos sitios de Kuwait. Ya que los camellos tienen la capacidad de producir altas cantidades de leche empleando poca agua y alimento, era importante conocer la composición del microbioma presente. Para esto, se hizo una secuenciación de amplicones del gen 16S y se identificaron a las especies bacterianas presentes así como sus abundancias. Mediante estos datos se puede entonces comparar la riqueza observada, es decir, el número de OTUs (unidades taxonómicas operacionales) presentes en las muestras, con la riqueza estimada obtenida mediante el índice de Chao.

Comparación entre la riqueza de OTUs observada y la estimada con el índice Chao1 para el microbioma de la leche de camello. En color rojo se muestran los valores estimados de riqueza mientras que en color azul se muestran los valores observados.

La riqueza estimada por el índice Chao1 es mayor que la observada en todos los sitios. Esto se debe a la presencia de singletons y doubletons (secuencias únicas encontradas solamente una o dos veces respectivamente) empleados para el cálculo del índice, cuya relación se suma a la riqueza observada de OTUs. Si se contara con una muestra de tamaño suficiente entonces la riqueza observada, la riqueza estimada con el índice Chao1 y la riqueza real de la población tenderían a ser similares.

## Diferencias con otros estimadores
De manera general, los métodos no paramétricos para estimaciones de riqueza se basan en el número total de especies observadas en la muestra aunado a una corrección en el cálculo debido a las especies raras presentes (singletons o doubletons). Sin embargo, la elección del estimador más apropiado está en función de factores como el tamaño de muestra o el tipo de datos tomados. Por ejemplo, el índice Chao1 así como el ACE se emplean cuando se cuenta con datos de abundancias de especies mientras que el Chao2 y el ICE se emplean para datos de incidencia. Por otro lado, Chao1 y Chao2 son apropiados cuando se trata de muestras pequeñas, mientras que el ACE y el ICE son empleados para grupos de organismos abundantes.

## Aplicaciones
El índice Chao1 se ha utilizado en distintos estudios para estimar la riqueza total de especies de árboles a nivel global y continental, para comparar las comunidades de aves en distintos sitios urbanos, para detectar cambios en las comunidades de insectos en ecosistemas restaurados o para estudiar el microbioma presente en distintos hospederos. Además se ha aplicado a datos generados durante la pandemia por COVID-19 para así comparar, a lo largo del tiempo, la riqueza de los taxa del microbioma de personas sanas versus pacientes hospitalizados y/o en recuperación.